# Ayanne
Ayanne, de son vrai nom Kony Aye Ononkale Anne Emmanuelle, est une chanteuse, rappeuse et auteure-compositrice ivoirienne, née le 15 octobre 1992 à Attécoubé, en Côte d'Ivoire.
Elle est connue pour ses tubes à l'échelle de son pays, pour son originalité musicale et son style vestimentaire.

## Biographie
Ayanne, (de son vrai nom Kony Emmanuelle),, est originaire de Sassandra en Côte d'Ivoire et est d'ethnie Neyo. Ivoirienne et passionnée de musique dès son plus jeune âge, elle a été influencée par des artistes tels que Ruth Tondey. Après la terminale, elle suit ses études de musique au conservatoire de l’Institut national supérieur des arts et de l'action culturelle (INSAAC), dans la commune de Cocody à Abidjan.
Après ces études, elle décide de commencer une carrière musicale. Ayanne est également coach sportif en parallèle de la musique.

### Musique
En 2008, elle commence la musique en tant qu'amatrice encadrée par des arrangeurs tels que Defty et Dan parfait. Ayanne débute ses premières collaborations en 2015 et 2016[source secondaire souhaitée].
Par la suite, elle commence une carrière musicale professionnelle en 2017 avec deux singles intitulés Le Tonton et Tranquillité distribué par Overcom Music. Aujourd'hui signée chez Soul Squad Music en partenariat avec Universal Music Africa, Ayanne se fait connaître grâce à ses titres On me drague sortie en 2022, suivis de Aroukoutou et Tu vas boire l'eau sortie en 2023. Présente depuis 2017 dans l'industrie musicale ivoirienne, voire africaine,.
Ayanne collabore avec Josey sur deux morceaux. En janvier 2024 lors de la CAN, Ayanne et Josey sont sollicitées par le COCAN pour une chanson intitulée Nous on veut s'amuser,,. Puis sur l'album VITAMINE A d'ayanne qui a pour titre Traumatisée.
En mai 2024, elle dévoile son titre Biakamou accompagné du clip qui a été tourné au Sénégal à Dakar. Biakamou annonce la sortie de Vitamine A l'album aux 15 titres ; cet opus figura sur son album Vitamine A qui sort le 27 septembre 2024.
Le 26 septembre 2024, au cinéma Pathé Cap Sud à Abidjan, elle organise la Release Party de son album Vitamine A,.
Le 27 septembre 2024, Ayanne sort son album intitulé Vitamine A. Quelques titres comme Nous on sait, Traumatisée, Greatful et Commando se démarquent. Sur l'album Vitamine A, elle est en collaborations avec des artistes comme Josey, Hiro et Cysoul,.
Adepte de la musique urbaine, son style de musique pourrait se répertorier dans la catégorie, afropop,.
En 2024, King Baba l’une des figures du rap sénégalais, sollicite Ayanne sur son album Secret7 Vol 2 (Alkebulan) avec le titre Salam Aleykoum (feat. Ayanne).
Pour célébrer la fin d'année 2024, Ayanne fait partie des artistes invités lors des WeLovEya Festival les 27 et 28 décembre 2024 au Bénin.

## Vie privée
Ayanne est en couple et s'est fiancée le samedi 12 juillet 2024,,.

## Distinctions et prix

### Primud
Le 10 novembre 2024, Ayanne remporte le prix du Meilleur artiste variété de l'année 2024 au Primud 9 lors de la cérémonie de récompense au Parc des expositions d'Abidjan,.

### African Talents Awards
Elle est nommée dans trois catégories des African Talents Awards 2024 et remporte le prix de la Meilleur artiste féminine de l'année 2024, le 7 décembre 2024 à Abidjan[source secondaire souhaitée].
- Meilleur album francophone de l'année 2024 (Album Vitamine A).
- Meilleure artiste féminine de l'année 2024.(Remportée)
- Best Urban Artist 2024.

## Discographie

### Album
- 2018 : La Muse
- 2024 : Vitamine A

### Single
- 2017 : Tranquillité
- 2017 : Le Tonton

- 2021 : Le Bara
- 2021 : Kiffé

- 2022 : Vié c'est comment
- 2022 : On me drague

- 2023 : Aroukoutou
- 2023 : Tu vas boire l'eau

- 2024 : Biakamou
- 2024 : Nous on sait
- 2025 : Dja La Foule
- 2025 : L'argent (Feat BUMER)